# Butiraoi

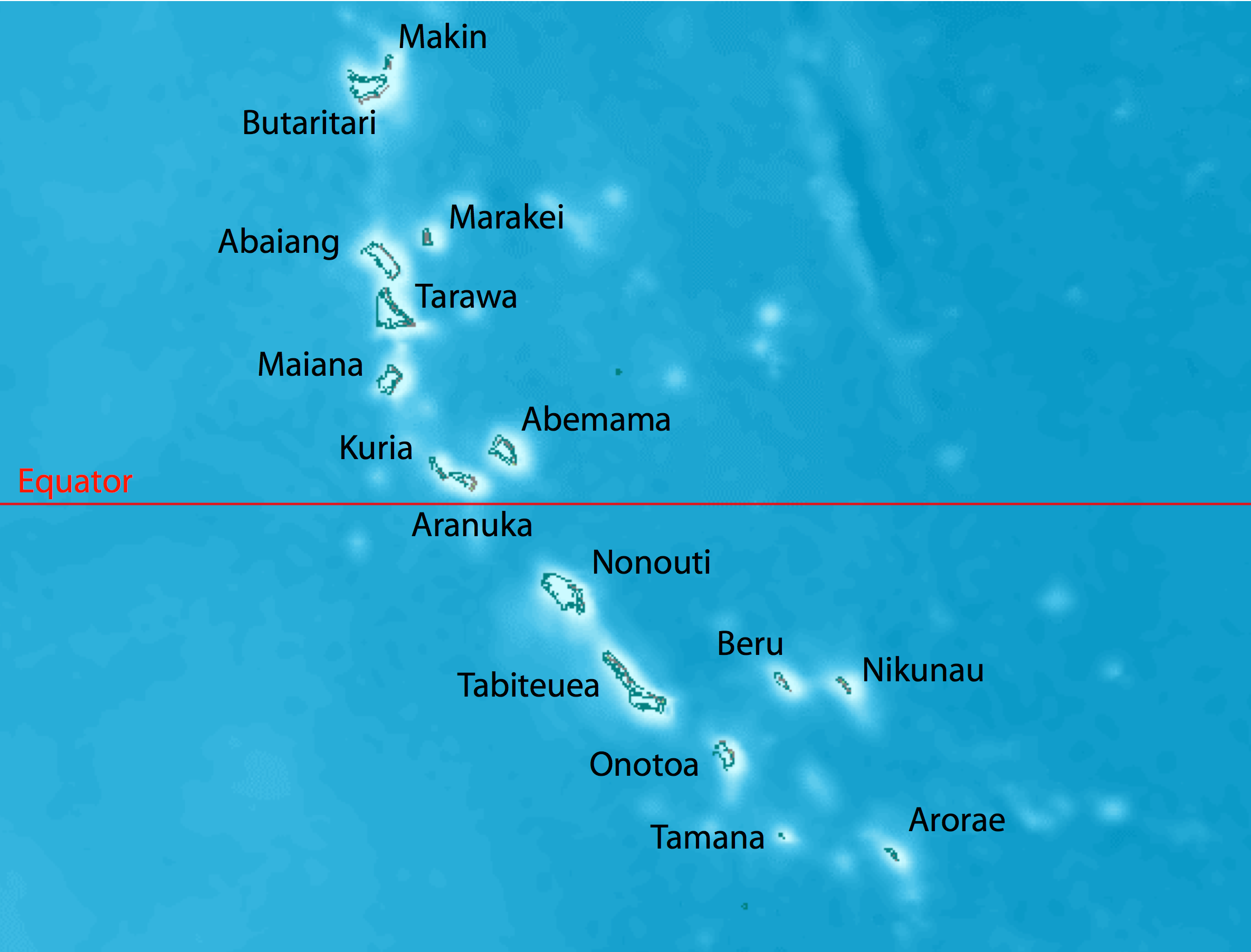
Die kiribatischen Gilbertinseln mit Nonouti knapp südlich des Äquators und Tarawa nördlich davon

Die Butiraoi war ein hölzerner Katamaran, der im südpazifischen Inselstaat Kiribati als Fähre eingesetzt wurde. Am 18. Januar 2018 begann die Butiraoi ihre Fahrt von Nonouti nach Tarawa und sank auf dieser Strecke.

## Hergang
Es war geplant, dass die Fähre nach ihrer Abfahrt am 18. Januar ihr Ziel Tarawa am 20. Januar erreicht. Nachdem der Katamaran zu diesem Zeitpunkt nicht in Tarawa einlief, begann eine Suchaktion unter der Leitung Fidschis mit Unterstützung von Marinefliegern der USA, Australiens und Neuseelands. Am 28. Januar konnte ein Rettungsboot mit acht Überlebenden des Unglücks südöstlich von Nauru entdeckt werden, wo sich auch Trümmerteile befanden. Die Überlebenden wurden vom Fischerboot Lomalo aufgenommen. Bei der verstärkten Suchaktion im umliegenden Gebiet wurden keine weiteren Überlebenden gefunden, sodass von mehr als 80 Toten ausgegangen wird.

## Untersuchungen
Die Katastrophe war über Monate ein bestimmendes Thema der kiribatischen Öffentlichkeit und die Untersuchungen wurden mit großer Aufmerksamkeit verfolgt. Als ein zentraler Grund für den Untergang der Butiraoi wurde die Überladung des 17,5 Meter langen Katamarans identifiziert. Sowohl die Zahl an Passagieren als auch die Fracht der Fähre, die hauptsächlich aus Kokosnüssen bestand, überlasteten die Kapazität des Katamarans, der eigentlich nur für 25 Personen ausgelegt war, an diesem Tag aber mehr als 80 Menschen beförderte. Außerdem war die Butiraoi bereits bei einer Reparatur vor dem Start für nicht seetüchtig erklärt worden und hatte unter anderem zu wenige Schwimmwesten an Bord. Ein weiteres Untersuchungsergebnis, das an die Öffentlichkeit drang, war die Tatsache, dass Besatzungsmitglieder am Abend zuvor Alkohol konsumiert hatten. Es konnte allerdings nicht bestätigt werden, dass die Mannschaft während der Fahrt betrunken war.

## Politische Konsequenzen
Auch politisch schlug der Fall hohe Wellen. Einerseits wurden verbesserte Sicherheitsstandards und -kontrollen für die Fähren, die ständig zwischen den unzähligen Inseln Kiribatis verkehren, gefordert. Außerdem brachte die parlamentarische Opposition einen Antrag ein, der der Regierung die Verantwortung für die Katastrophe geben sollte. Am 2. Mai wurde dieser Antrag abgelehnt.